# 奥斯坦德站
奥斯坦德站（荷蘭語：Station Oostende）是比利时西佛兰德省城市奥斯坦德的鐵路車站，是比利时50A号铁路的终点站。该站位于港口的码头上，故又称“码头站”（kaaistation）或“海洋站”（zeestation）。作为比利时海岸的主要车站，该站夏季每月客流量超过250,000人次。

## 列车服务
该站提供以下列车服务：
- 城际列车 (IC-01) 奥斯坦德 - 布魯日 - 根特 - 布鲁塞尔 - 鲁汶 - 列日 - 奥伊彭
- 城际列车 (IC-02) 奥斯坦德 - 布鲁日 - 根特 - 圣尼克拉斯 - 安特卫普
- 城际列车 (IC-23) 奥斯坦德 - 布鲁日 - 科特赖克 - 佐特海姆 - 布鲁塞尔 - 布鲁塞尔机场